# Felix Esterl

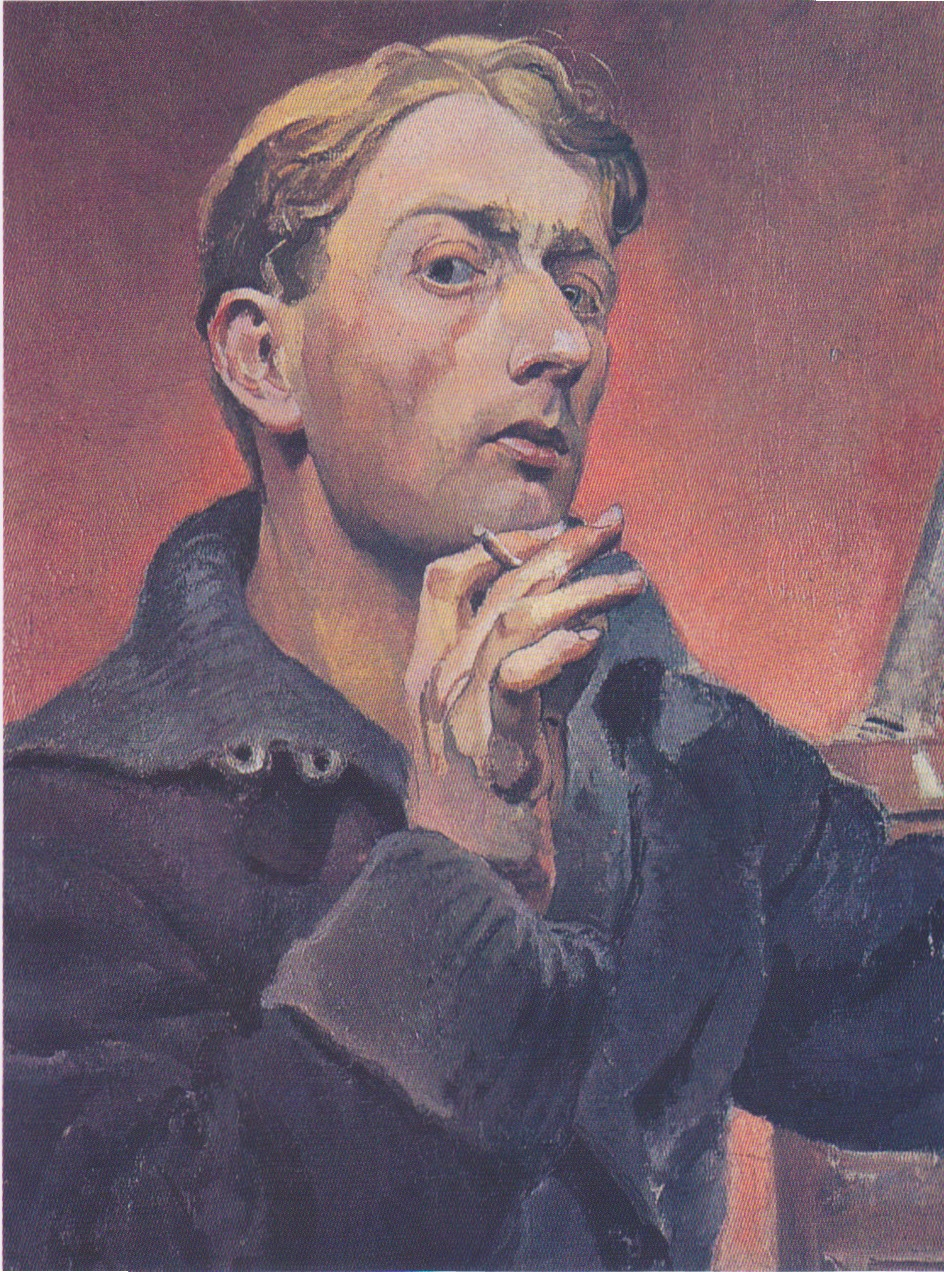
„Selbstbildnis mit Zigarette“, um 1922

Felix Esterl (* 22. Juni 1894 in Klagenfurt; † 13. Juni 1931 ebenda) war ein österreichischer Maler.

## Leben
Geboren wurde Felix Esterl 1894 in der Kärntner Landeshauptstadt Klagenfurt. Seine Mutter Marie Esterl, geborene Lackner, starb, als er zehn Jahre alt war. Sein Vater Georg Esterl war ein wohlhabender Landesbeamter.
1912 begann er ein Studium des Ingenieurwesens, anschließend der Architektur an der ETH Zürich, brach das Studium jedoch ab, besuchte Paris und Berlin und begann als Autodidakt mit der Malerei. Befreundet war er unter anderem mit den Kärntner Malern Herbert Boeckl, Willibald Zunk und Adolf Christl.
Nach dem Tod seines Vaters erbte Esterl mehrere Liegenschaften, unter anderem eine Villa in Klagenfurt, die er 1925 mit seiner Frau Klothilde Esterl, geborene Ilming, und seinem Sohn Martin bezog.
1931 starb der Künstler im Alter von 36 Jahren an einem Blinddarmdurchbruch. Werke des Künstlers sind im Auktionshandel anzutreffen.
Kunsthistorisch ist Felix Esterl der Verschollenen Generation und dem Expressiven Realismus zuzurechnen.

## Werke
Von Felix Esterl sind etwa 100 Gemälde und Zeichnungen erhalten, vor allem Selbstporträts, Landschaftsgemälde, Frauenakte und Stillleben.
Eine erste große Ausstellung der Werke organisierte sein Jugendfreund Herbert Boeckl nach Esterls Tod 1931.

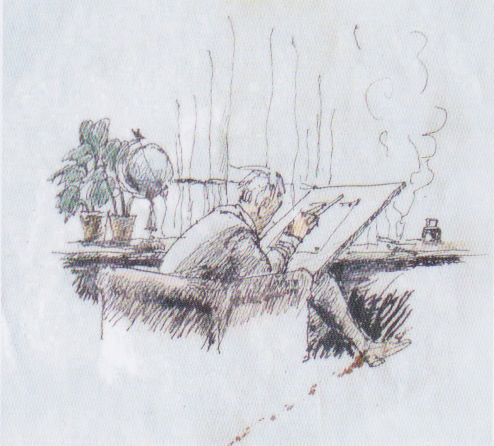
Zeichnung auf einem Brief, Datum unbekannt
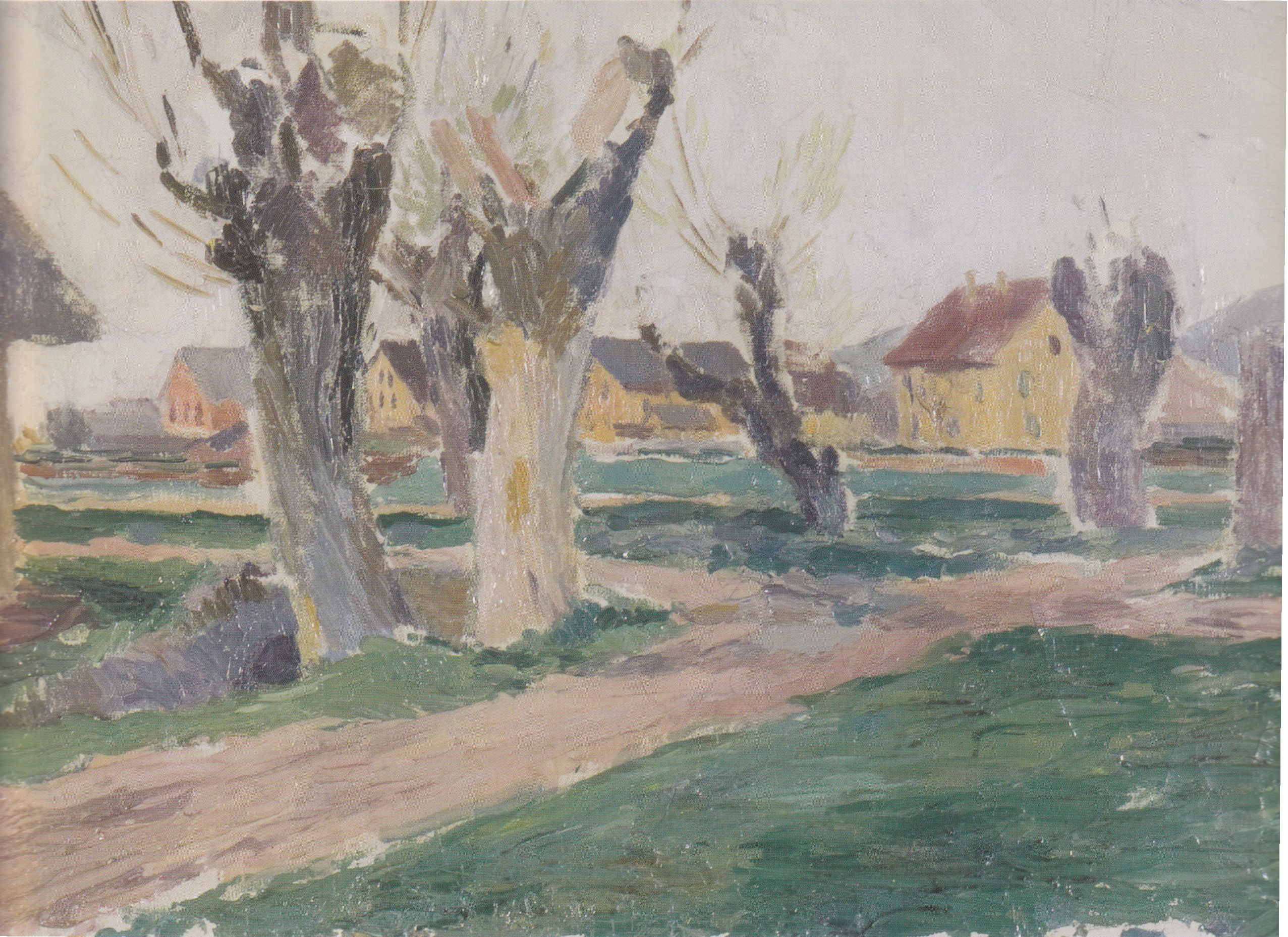
Landschaft mit Weiden und Häusern, um 1925
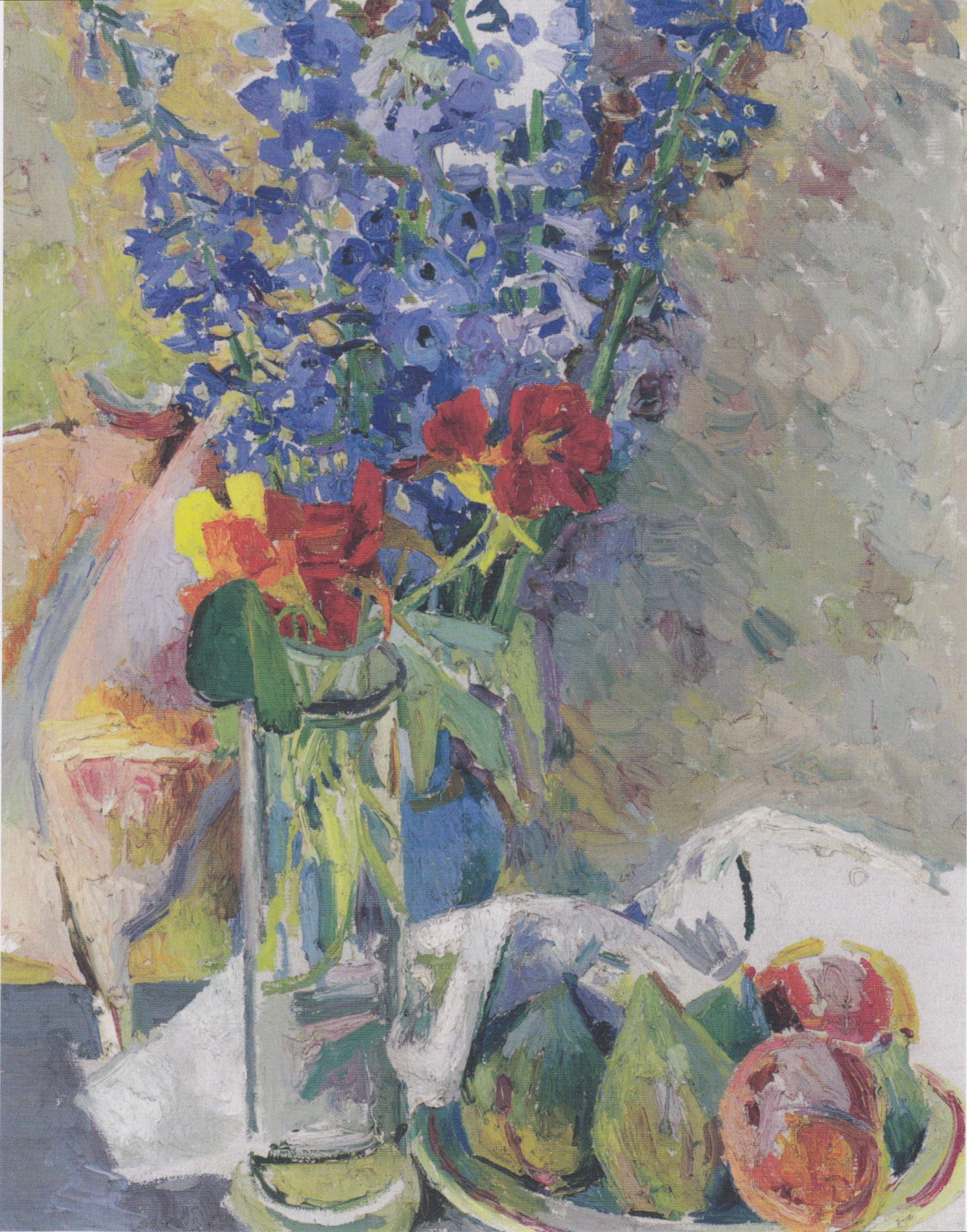
Stillleben mit Rittersporn und Früchten, um 1927
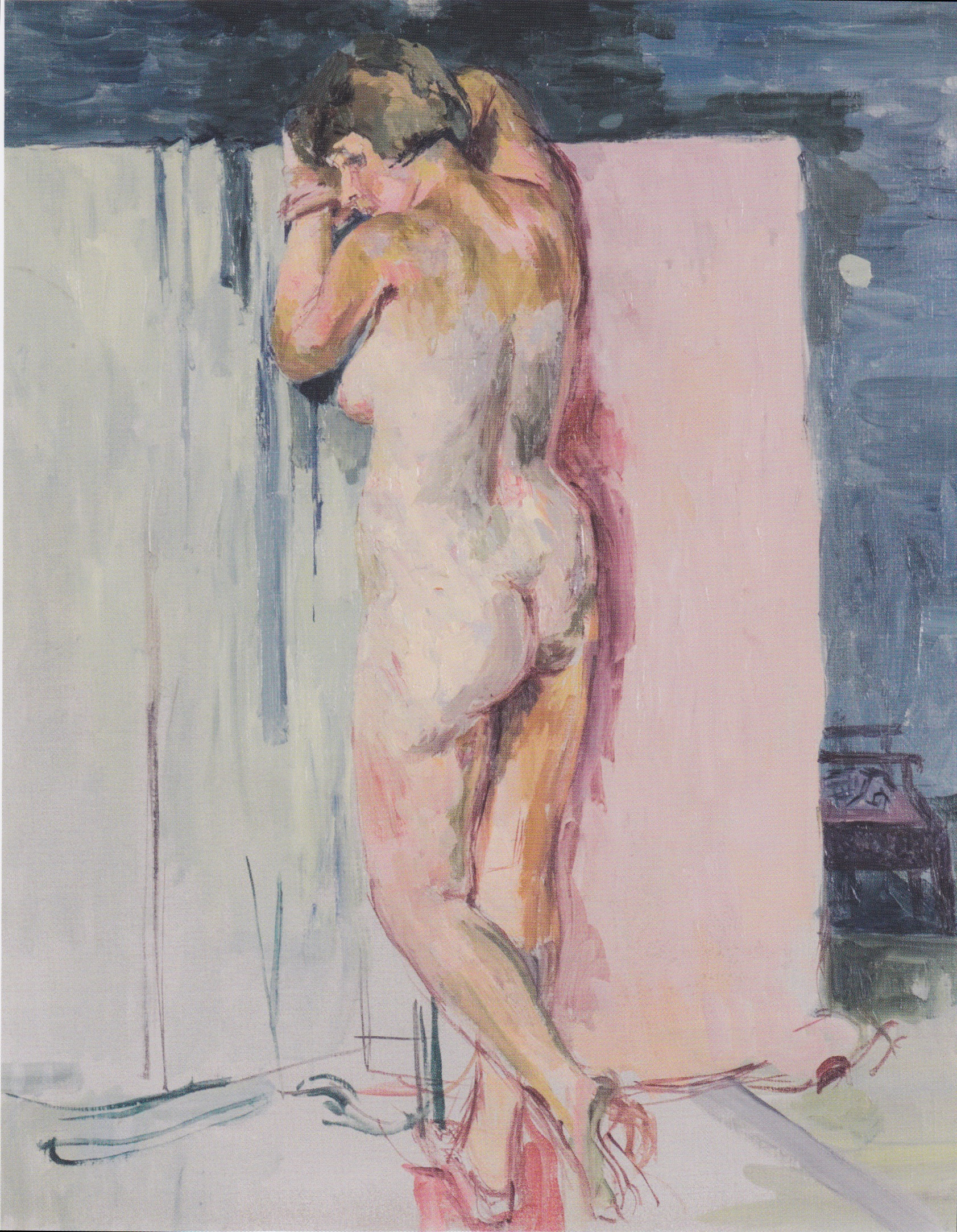
Stehender Akt, um 1928